# Julimes
Julimes é uma cidade do estado de Chihuahua, no México.